# Madonna (Verein)
Madonna e. V. ist ein 1991 in Bochum gegründeter Verein zur Beratung und Unterstützung von Sexarbeiterinnen. Er bietet umfassende Ein- wie Ausstiegsberatung und betreibt mit dem Madonna-Archiv und Dokumentationszentrum Sexarbeit ein feministisches Archiv mit dem Schwerpunkt Prostitution und Sexarbeit.
Der Verein ist Mitglied im Bündnis der Fachberatungsstellen für Sexarbeiterinnen und Sexarbeiter e. V. (bufas), dem Bundesverband Sexuelle Dienstleistungen e. V. (BSD), den Global Network of Sex Work Projects (nswp) sowie im paritätischen Wohlfahrtsverband Der Paritätische NRW, weiter im i.d.a. – Dachverband deutschsprachiger Frauen / Lesbenarchive, -bibliotheken und -dokumentationsstellen und im WIR – Walk in Ruhr des Zentrums für Sexuelle Gesundheit und Medizin am Katholischen Klinikum Bochum.

## Geschichte
Der Verein wurde 1991 in Bochum als Selbsthilfeorganisation von weiblichen Prostituierten gegründet, ab 1992 wurde eine Beratungsstelle für Prostituierte eröffnet, die mit Mitteln der Stadt Bochum sowie des Landes NRW ausgestattet wurde. Die Beratungsstelle war direkt im Bochumer Rotlichtviertel Im Winkel angesiedelt. Bis 2007 war die Mitgliedschaft nur für engagierte Frauen bzw. Prostituierte möglich, zum 15-jährigen Bestehen wurde die Möglichkeit einer Fördermitgliedschaft auch für weitere Engagierte geschaffen.
Seit 1985 findet regelmäßig bundesweit ein Hurenkongress (später: Fachtagung Prostitution) von und für Prostituierte statt, dieser wurde 1996 (21. Hurenkongress), 2002 (31. Fachtagung Prostitution) und 2006 (37. Fachtagung Prostitution) von Madonna e. V. ausgerichtet.
2010 wurde der Runde Tisch Prostitution des Lands NRW gegründet. Im Abschlussbericht wurde die Expertise der vier vertretenen Beratungsorganisationen hervorgehoben, neben Madonna e. V. die Dortmunder Mitternachtsmission, der Sozialdienst katholischer Frauen sowie die Aidshilfe Essen.
2011 zog der Verein in die ehemaligen Räume der SPD-Geschäftsstelle in der Alleestraße 50. 2012 wurde dort die Gründung des Berufsverbands erotische und sexuelle Dienstleistungen (BesD) als selbstorganisierte, neue Struktur der Sexarbeitenden nach dem Abklingen der Hurenbewegung vorbereitet.
2014 wurde das regelmäßige Tagen am „Runden Tisch“ der Stadt Herten zum Thema Prostitution beschlossen, dem Madonna e. V. neben Polizei, Stadtverwaltung, Kreisgesundheitsamt, das Haus der Kulturen sowie Anwohnervertreter angehören.
2015 wurde von Madonna e. V. mit Fördermitteln des Landes NRW die App „Lola“ entwickelt, mit der Prostituierten aus Südosteuropa in fünf Sprachen Hilfen und Beratungsmöglichkeiten in Nordrhein-Westfalen vermittelt werden. Die App fand bundesweite Beachtung, in den Folgejahren wurde die Weiterentwicklung vom Land NRW weiter gefördert.
2020 musste die Beratungsstelle während der Covid-Pandemie wegen Überlastung den Betrieb vorübergehend einstellen.
2020 startete das über ERASMUS+ geförderte Programm „Empowerment von Sexdienstleister*innen durch alternative partizipative Bildungsformate“, welches vom Frauenservice Graz initiiert und mit Madonna e. V. sowie Organisationen von Sexarbeitenden in Ungarn und Rumänien bis Ende August 2022 durchgeführt wurde.

## Aktivitäten
Madonna e. V. ist Trägerverein mehrerer Programme zum Aus- und Umstieg aus der Prostitution, so die 1997 bis 2000 gestarteten Projekte „NEUSTART“, „Existenzgründung für Prostituierte“ und „ANAKO“ sowie das vom Land NRW und dem ESF geförderte Wiedereingliederungsprogramm ProFridA – „Prostituierte und von Gewalt betroffene Frauen in den Arbeitsmarkt“.

## Madonna - Archiv und Dokumentationszentrum Sexarbeit

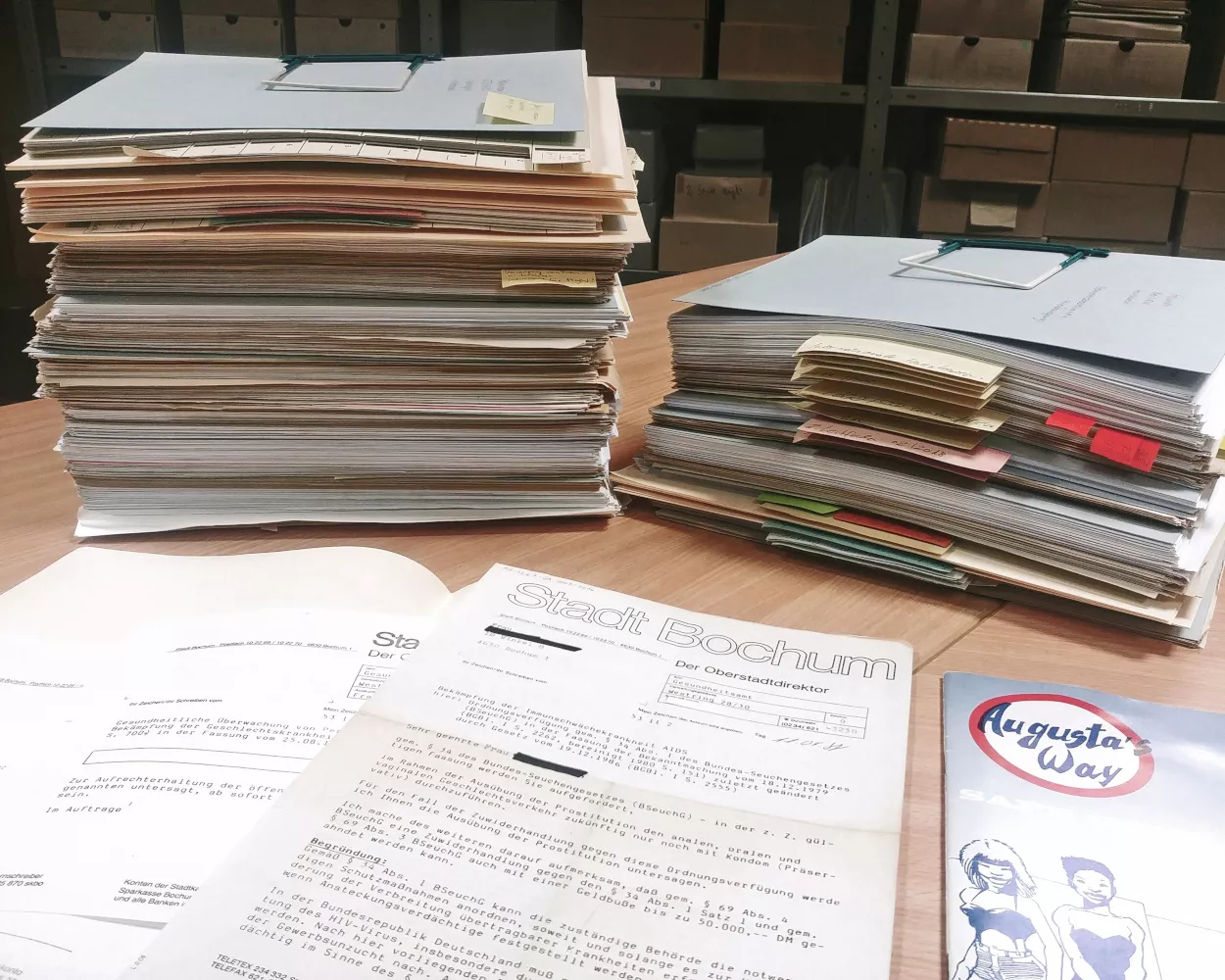
Madonna – Archiv und Dokumentationszentrum Sexarbeit in Bochum

2000 wurde das Medienarchiv zum Thema „Prostitution und Prostituierte“ eröffnet mit dem Ziel, über Prostitution und Sexarbeit seriös und umfassend zu informieren. Die Umbenennung 2017 zu „Madonna – Archiv und Dokumentationszentrum Sexarbeit“ sollte dem Verständnis von Sexarbeit als Arbeit stärker Rechnung tragen. Herausgehoben wird die direkte Verbindung zur Hurenbewegung und Akteurinnen in der Sexarbeit, die den Zugang zu ansonsten kaum sichtbaren Quellen ermöglichen:
„Mitunter einzigartige Materialien von Einzelpersonen und Organisationen (u. a. der Hurenbewegung und anderen Selbsthilfeorganisationen) wie Korrespondenzen, Privatdokumente und O-Töne werden im Archiv gesammelt, aufbereitet und erschlossen. So lassen sich Debatten, Kämpfe und Entwicklungen zum Thema Sexarbeit nachvollziehen, die in öffentlichen Archiven keine Repräsentation erfahren.“
Neben einer Präsenzbibliothek umfasst das Archiv eine Videothek, Rundfunk- und Pressepublikationen, Gerichtsurteile, graue Literatur, Plakate, Fotos sowie Protokolle und Veröffentlichungen aus der Hurenbewegung.
Das Madonna-Archiv wird im Digitalen Deutschen Frauenarchiv (DDF) erschlossen. Das Digitalisierungsprojekt wurde Anfang Januar 2023 mit einer Laufzeit von 12 Monaten gestartet. Inzwischen sind über 2100 Digitalisate über das DDF und den META-Katalog des Dachverbands i.d.a. erschlossen.